# الدور
مدينة الدور احدى مدن محافظة صلاح الدين في العراق، ومركز قضاء الدور ، تقع على الضفة الشرقية لنهر دجلة، وفي الوسط تقريبا بين سامراء وتكريت، فتقع شمال سامراء بحوالي 30 كم، وجنوب تكريت بحوالي 25 كم، يشقها الطريق الواصل بين سامراء باتجاه تكريت ثم كركوك إلى قسمين شرقي وغربي. وكل سكنة الدور من العرب السنة.

## التسمية
- تعني كلمة الدور في الألفاظ البابلية والآشورية؛ القلعة.
- ذكرها ياقوت الحموي في معجم البلدان فقال : (الدُّورُ: بضم أوله، وسكون ثانيه: سبعة مواضع بأرض العراق من نواحي بغداد، أحدها دور تكريت وهو بين سامرّاء وتكريت، والثاني بين سامرّاء وتكريت أيضا يعرف بدور عربايا ) [2] ومعنى اسم دور عرباية أي مساكن العرب في الكتابات القديمة، واسمها كاسم آشور وفيها إلى الوقت الحاضر أقيمت أكبر منطقة اروائية ماثلة للعيان من السبي البابلي، حيث يبدأ مجرى النهر الرصاصي، وفي خرائط الادريسي اشار إليها ببوادي العرب، ويوجد فيها جامع يدعي اهلها انه يرجع إلى العهد الأموي هو الجامع الكبير جامع عمر بن عبد العزيز.

## تاريخ الدور
ثبت في التاريخ في عهد ما قبل الإسلام إن المنطقة التي تمتد من بغداد وصولا إلى الموصل بمحاذاة نهر دجلة أن أغلب سكانها من التغالبة مسيحيون عرب وتكثر فيها الكنائس والأديرة، ويقال أن تكريت وحدها فيها سبع كنائس، ويذكر الشيخ يونس السامرائي في كتابه تأريخ الدور أن الدور بنيت في عهد المعتصم بن هارون الرشيد سنة ( 221 هـ ـ 836 م)، وذلك بعد تشييد بغداد بنحو خمس وسبعين سنة ، وسبب بناء هذه المدينة ما يحدثنا به المسعودي في كتابه ( مروج الذهب) قائلاً :(واقطع المعتصم قائده أشناس التركي قطيعة كبيرة شمالي المدينــــة عرفت باسم (كرخ سامرا ) قامت فيه قصور وعمائر وسور كبير من اللبن لا تزال أطلاله قائمة إلى الآن، وأقطع بعض القواد قطيعة شمالي كرخ سامرا عرفت باسم ( الدور ))  وفي عهد المتوكل على الله تطور بناء الدور عام (232 هجرية)، وسُمّيت بالدور العليا حيث سكنها الكثير من العلماء والفقهاء والقراء والنساخين ومن القراء السبعة للقرآن الكريم.

## معالم المدينة
تضم الدور معالم تاريخية وتعليمية وصناعية من أهمها:

### مرقد الإمام محمد الدري

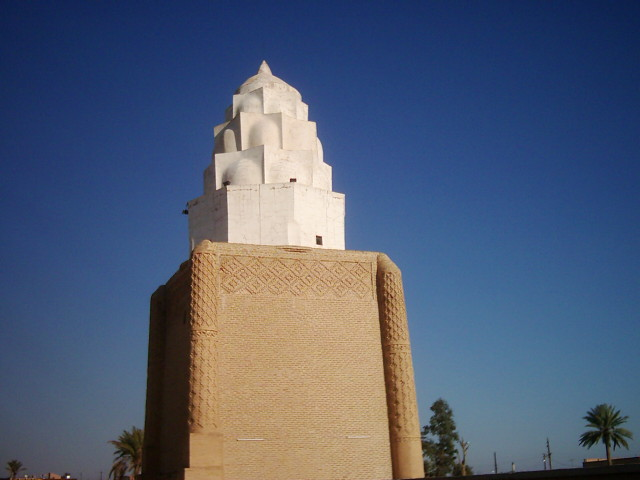
صورة ملتقطة عام 2005 لضريح الإمام محمد الدري

بني هذا المرقد للإمام محمد الدري على الطراز السلجوقي، في القرن الحادي عشر الميلادي، ويعد مظهراً من المظاهر الرمزية للعمارة الإسلامية في هذا العصر. وأعيد ترميمه وبناء ملحقاته في فترة التسعينيات و يضم مع المرقد مدرسة ومسجداً . وهو معلم بارز يمثل المدينة.
يتميز المرقد بقبة مظهرها الخارجي يشابه قبة جامع زمرد خاتون في بغداد ولكنها أعلى منها حيث يبلغ ارتفاعها حوالي 40 متر، وبنايتها الداخلية فيها زخارف وعقود ومقرنصات في غاية الروعة، هدم سلم هذه القبة في الحرب العالمية الأولى عندما قصفته قوات الاحتلال لبريطاني للعراق ، وما تزال آثار السلم والسياج باقية. وقد تضرر بناء المرقد بعد أحداث عام 2014 ، وقد أدانت منظمة اليونسكو هذا الاستهداف 

### المعهد التقني في الدور
معهد جامعي متوسط بعد الدراسة الثانوية للاختصاصات التقنية والطبية والإدارية الوسطية يمنح شهادة الدبلوم التقني، وهو يتبع الجامعة التقنية الشمالية ويضم التخصصات الآتية :
- الأقسام الطبية

1. قسم تقنيات المختبرات الطبية
2. قسم الإسعاف الفوري
3. قسم الأطراف الصناعية

- الأقسام التكنولوجية

1. قسم التقنيات الميكانيكية
2. قسم التقنيات الإلكترونية

- الأقسام الإدارية

1. قسم تقنيات المحاسبة
2. قسم الإدارة القانونية

### الشركة العامة لمعدات الاتصالات والقدرة
أسست سنة 1981م باسم منشأة صلاح الدين العامة لغرض تصنيع المعدات الالكترونية، تحت إشراف شركة ثومسون-سي إس إف الفرنسية ، وقد أدمجت مصانعها حالياً مع الشركة العامة لمعدات الاتصالات والقدرة وأصبح مقراً للشركة الجديدة التي لها مصانع في مواقع أخرى في العراق.
ويضم الموقع مجمعاً سكنياً كبيراً للعاملين فيه مسجد ومدارس، ويعد أحد التجمعات السكانية الرئيسية لقضاء الدور .

## الجغرافية والسكان
سكان المدينة من العرب السنة ويتوزعون على عدة أحياء هي:
1. حي المعتصم
2. حي القدس
3. الحي الشرقي
4. حي الجهاد
5. حي النصر
6. حيّ القادسية الأولى
7. حي القادسية الثانية
8. حي الخضراء
9. حي دور الدواجن
10. حي محمد الدري
11. حي تل البنات
12. حي السلام
13. حي التعليم
14. حي أبو دلف
15. حي المجمع السكني [6]

## أعلام وشخصيات
- الدكتور عبد العزيز الدوري
- الدكتور قحطان الدوري
- عزة الدوري
- محمد محجوب الدوري
- صابر عبد العزيز الدوري
- خضر عبد العزيز الدوري
- السفير محمد الدوري آخر مندوب دائم للعراق في الامم المتحدة في حكومة صدام حسين (2001-2003).
- يوسف السويدي رئيس مجلس الأعيان العراقي ووالد ناجي السويدي وتوفيق السويدي رئيسا وزراء العراق في العهد الملكي في العراق.

## وصلات خارجية
- مدينة الدور